# 2016年南亚运动会
2016年南亚运动会是第12届南亚运动会，该届运动会于2016年2月5日至16日在印度的古瓦哈提和西隆举行。本届比赛共设22个大项239个小项，共有来自8个国家和地区的2672名运动员参加该届赛事。印度总理纳伦德拉·莫迪于2016年2月5日在古瓦哈提宣布赛事正式开幕。主办国印度队最终获得包括188枚金牌在内的共308枚奖牌，在该届赛事奖牌榜中位居榜首。

## 举办时间和地点
该届赛事原计划于2012年在德里举行，然而后来南亚体育委员会将赛事延期至2013年，其后由于印度奥林匹克协会的会员资格被国际奥林匹克委员会撤销，赛事又延至2015年下半年举行，地点变更为古瓦哈提和西隆。2015年，因准备时间不足，南亚体育委员会再度将赛事延期至2016年上半年举行。

## 吉祥物和会歌

### 吉祥物
2015年12月19日，赛事组委会公布了本届赛事的吉祥物，该吉祥物名为提克霍尔（Tikhor），是一头印度犀牛。根据组委会的说法，提克霍尔这一吉祥物表达出主办方对南亚的和平、进步与繁荣的向往。这也与赛事官方口号“为和平、进步与繁荣而比赛”（"Play for Peace, Progress and Prosperity"）相呼应。

### 会歌
本届赛事的会歌名为（直译“世界是一个体育场”），该曲作者是印度音乐家Bhupen Hazarika。

## 比赛项目
本届比赛原计划共设23个大项、241个小项，然而由于国际篮球联合会决定不认可该届赛事的篮球项目，该项目最终被取消。至此本届比赛共举办了22个大项、239个小项。
- 射箭（詳細）（10）
- 田径（詳細）（37）
- 羽毛球（詳細）（7）
- 拳击（詳細）（10）
- 自行车（詳細）（8）
- 曲棍球（詳細）（2）
- 足球（詳細）（2）
- 手球（詳細）（2）
- 柔道（詳細）（12）
- 卡巴迪（詳細）（2）
- Kho kho（详细）（2）
- 射击（詳細）（26）
- 壁球（詳細）（4）
- 游泳（詳細）（38）
- 乒乓球（詳細）（7）
- 跆拳道（詳細）（13）
- 网球（詳細）（5）
- 铁人三项（詳細）（3）
- 排球（詳細）（2）
- 举重（詳細）（15）
- 摔跤（詳細）（16）
- 武術（詳細）（16）

## 参赛国家

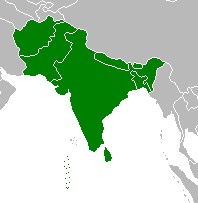
参赛国家

共有8个国家参加本届运动会。
- 阿富汗（254）
- （409）
- 不丹（87）
- 印度（519）
- 马尔代夫（184）
- 尼泊尔（398）
- 巴基斯坦（337）
- 斯里兰卡（484）

## 奖牌榜
以下是该届赛事的奖牌榜：
| 排名 | 国家／地区      | 金牌 | 银牌 | 铜牌 | 總數 |
| ---- | --------------- | ---- | ---- | ---- | ---- |
| 1    | 印度（IND）     | 188  | 90   | 30   | 308  |
| 2    | 斯里兰卡（SRI） | 25   | 63   | 98   | 186  |
| 3    | 巴基斯坦（PAK） | 12   | 37   | 57   | 106  |
| 4    | 阿富汗（AFG）   | 7    | 9    | 19   | 35   |
| 5    | （BAN）         | 4    | 15   | 56   | 75   |
| 6    | 尼泊尔（NEP）   | 3    | 23   | 34   | 60   |
| 7    | 马尔代夫（MDV） | 0    | 2    | 1    | 3    |
| 8    | 不丹（BHU）     | 0    | 1    | 15   | 16   |
| 总计 | 总计            | 239  | 240  | 310  | 789  |

## 争议

### 推迟举办及印度奥委会禁赛
第12届南亚运动会原定于2012年10月举办。然而，由于赛事举办时正值伦敦奥运闭幕仅两个月后，印度奥林匹克协会于2011年12月16日决定将赛事延期至2013年2月举行。2012年4月，印度奥林匹克协会通知南亚体育委员会其他成员称，第12届南亚运动会初步定于2013年2月13日举行，为期八天。然而截至2013年1月，该届赛事的主办地以及举办日期并未完全确认。
2012年12月，国际奥林匹克委员会以协会内部存在贪污以及印度政府干预为由暂停了印度奥林匹克协会的会员资格。国际奥委会的行动迫使该届南亚运动会再度面临延期。印度奥林匹克协会的禁令于2014年2月11日解除。
2015年6月5日，由于未能确定赛事场馆，南亚运动会再度延期至2015年年底，赛事举办地点也变更为古瓦哈提和西隆这两座城市。之后，组委会再度将赛事延期至2016年2月。

### 篮球项目取消
2016年2月3日，国际篮球联合会称由于印度篮球联合会受到印度奥林匹克协会的干预，将不认可该届赛事的篮球项目。这一声明最终导致原定于2月11日开赛的篮球项目被临时取消。